# The Staircase: Tod auf der Treppe
The Staircase: Tod auf der Treppe ist der deutsche Titel des Dokumentarfilms Soupçons (wörtlich für dt. „Verdacht“) von Oscar-Preisträger Jean-Xavier de Lestrade. Der Film begleitet den US-amerikanischen Schriftsteller Michael Peterson während seines Mordprozesses. Die Dokumentation beginnt wenige Wochen nach dem Tod seiner Frau Anfang Dezember 2001 und endet mit der Urteilsverkündung im Oktober 2003.

## Der Fall
Am 9. Dezember 2001 abends ruft der Schriftsteller Michael Peterson völlig aufgelöst beim örtlichen Notruf in Durham, North Carolina an und berichtet, seine Frau Kathleen Peterson sei auf der Treppe gefallen und schwer verletzt. Die eintreffenden Retter und die Polizei finden die Frau in einer großen Blutlache am Fuße der Treppe auf. Schon bald hegen die Beamten den Verdacht, dass es kein Unfall gewesen ist. Nachdem sie herausbekommen, dass Peterson neben seiner Ehe Kontakte zu männlichen Prostituierten hatte, nehmen sie an, dass es darüber zum Streit gekommen sei, in dessen Verlauf Peterson seine Frau mit einem Schürhaken des Kamins erschlagen habe. Zudem würde der verschuldete Schriftsteller von der Lebensversicherung seiner Frau profitieren. Bezirksstaatsanwalt Jim Hardin erhebt Anklage. Peterson bleibt nach Hinterlegung einer hohen Kaution auf freiem Fuß. Ein Team von angesehenen Strafverteidigern um den Anwalt David Rudolf übernimmt die Verteidigung des Beschuldigten. Der Dokumentarfilm begleitet das Verteidigungsteam während des Prozesses.

## Das Verfahren
Die Dokumentation beginnt wenige Wochen nach dem Tod von Kathleen Peterson Ende 2001.
Die Kinder von Michael Peterson sind fest von der Unschuld ihres Vaters überzeugt. Auch sein Bruder, ein Anwalt aus Kalifornien, unterstützt seine Verteidigung. Die Tochter von Kathleen aus einer früheren Beziehung glaubt zunächst auch nicht, dass ihre Mutter ermordet worden ist. Später kommen ihr Zweifel und sie wendet sich von ihrer Familie ab. So wie Kathleens leibliche Schwester ist sie nun überzeugt, dass Michael ein Mörder ist.
Der Film zeigt, wie die Mitglieder des Verteidigerteams um Anwalt David Rudolf alles Erdenkliche unternehmen, um ihren Mandanten in den Augen der Jury zu entlasten. Sie engagieren hochangesehene Experten, wie den bekannten Forensiker der Wayne State University in Detroit, Dr. Werner Spitz und seinen Kollegen Dr. Henry Chang-Yu Lee, die beide bereits in bekannten Fällen wie dem Tod der Mary Jo Kopechne, dem Kennedy Mord oder dem O.J. Simpson Fall bekannt wurden. Sie sollen mögliche andere Erklärungen für den Tod von Kathleen Peterson liefern. Chang-Yu Lees Ausführungen werden vorab einer Probejury vorgeführt, um die Wirkung zu testen. Lee erklärt, das Spurenbild der Blutspritzer müsse nicht von Schlägen herrühren, sondern könne auch vom Opfer selbst hervorgerufen worden sein, das möglicherweise Blut verschluckt und dann mehrfach ausgehustet habe, weil es daran zu ersticken drohte.
Peterson selbst wird von einem Spezialisten für die Vorbereitung von Zeugen in einem leeren Gerichtssaal für eine mögliche eigene Aussage trainiert. Man kommt jedoch überein, dass er nicht in eigener Sache aussagen soll.
Michael Peterson nimmt das Filmteam mit auf eine Rundfahrt durch Durham. Er beschreibt die Stadt als einen Ort, an dem noch immer Rassenvorurteile vorherrschten und die schwarze und weiße Bevölkerung in getrennten Wohngebieten lebten. Er zeigt ein fehlgeschlagenes Bauprojekt, das Wohnungen für sozial schwache Bevölkerungsschichten hätte bieten sollen, aber nun weitgehend leer steht und zunehmend verfällt. In seinem Haus zeigt er Kolumnen, die er in den vergangenen Jahren für die örtliche Zeitung geschrieben hat. Darin hatte er die Korruption in der Stadt hart kritisiert und die Polizei und Ermittlungsbehörden, darunter auch Bezirksstaatsanwalt Hardin, persönlich scharf angegriffen und ihnen Versagen in der Verbrechensbekämpfung vorgeworfen. Unterschwellig stellt er einen Zusammenhang mit der Anklage gegen ihn her.
Gegen den vehementen Widerstand der Verteidigung wird im Verfahren eine Verbindung zu dem Tod einer Bekannten der Petersons 1985 in Deutschland hergestellt. Elizabeth Ratliff wurde damals in ihrem Wohnhaus in Gräfenhausen, nahe der Rhein-Main Air Base, ähnlich wie Kathleen Peterson, ebenfalls tot am Fuße einer Treppe aufgefunden. Der Letzte, der sie lebend gesehen haben soll, war Michael Peterson. Der Anwalt reist nach Deutschland und erfährt dort, dass nach den Ermittlungen der deutschen Staatsanwaltschaft und der amerikanischen Militärpolizei Elizabeth Ratliffs Tod seinerzeit als Unfall eingestuft worden ist. Die Frau habe an dem Von-Willebrand-Syndrom gelitten, sei deshalb auf der Treppe ohnmächtig geworden und habe sich bei dem darauffolgenden Sturz tödliche Kopfverletzungen zugezogen. In dem damaligen Wohnhaus in Gräfenhausen lässt Anwalt Rudolf von Zeugen die Auffindesituation rekonstruieren. Die Staatsanwaltschaft des Bezirks Durham setzt jedoch eine Exhumierung und Überführung der Toten nach North Carolina durch. Die dortige Gerichtsmedizin kommt zu der Überzeugung, dass auch dieser Vorfall ein gewaltsamer Tod war.
Der Blutspurenexperte Duane Deaver des SBI (State Bureau of Investigation von North Carolina) sagt für die Anklage aus, die Spuren hätten einen gewaltsamen Angriff auf Kathleen Peterson eindeutig belegt. Die am Tatort befindlichen Blutspuren könnten nur entstanden sein, als jemand absichtsvoll auf Kathleen Petersons Kopf eingeschlagen habe. Ein Unfallgeschehen könne ein derartiges Spurenbild nicht hervorrufen. Zudem zeigten Blutspuren an Mike Petersons Hose und seinen Schuhen, dass er über ihr gestanden haben muss, als Gewalt gegen ihren Kopf ausgeübt wurde. Überraschend teilt er in der Befragung durch den Verteidiger mit, dass er an dem Hemd von Peterson keine Blutspuren feststellen konnte. Als er bestätigt, dies auch in einem schriftlichen Bericht an die Staatsanwaltschaft mitgeteilt zu haben, kommt es zum Eklat, weil die Verteidigung diesen Bericht nie bekommen hat. Dies stellt aus Sicht der Verteidigung einen schweren Verstoß gegen die Rechte des Angeklagten dar. Sie kann damit aber die Aussage des Blutspurenexperten nicht entkräften.
Die Aussage des Sachverständigen wird dennoch zugelassen. Er benutzt für die Nachstellung der Schläge einen Schürhaken, wie ihn die Staatsanwaltschaft als Tatwaffe vermutet. Auf alten Fotos des Kamins ist ein solcher Schürhaken zu sehen, der einmal ein Weihnachtsgeschenk der Schwester von Kathleen Peterson gewesen ist. Allerdings ist die Staatsanwaltschaft nicht in der Lage, den Schürhaken als Beweisstück vorzulegen. Er scheint verschwunden. Erst als das Verfahren schon fast beendet ist, findet ein Sohn von Michael Peterson den vermissten Schürhaken verstaubt und mit Spinnweben behangen in einer Ecke des Kellers. Er muss offensichtlich schon sehr lange dort gestanden haben. Da er auch zum Anblasen der Glut gedacht war, handelte es sich um eine relativ leichte, innen hohle Ausführung, die bei kräftigen Schlägen sofort verbogen wäre. Er ist jedoch unbeschädigt und weist auch keinerlei Blutspuren auf. Er war offensichtlich nicht die Tatwaffe. Die Verteidigung bringt ihn als Beweisstück in die Verhandlung ein.
Der frühere Fall aus Deutschland und die Tatsache, dass es für die massiven Kopfverletzungen von Kathleen Peterson keine andere vernünftige Erklärung gäbe, als Schläge mit einem Gegenstand auf dem Kopf, lassen aus Sicht der Anklage am Ende nur den Schluss zu, dass Peterson, der allein mit seiner Frau im Haus war, sie ermordet haben muss. Fotos zeigen Kathleen Peterson in einer großen Blutlache und ihre starken Kopfverletzungen. Dies spreche für sich. Das Blut unter den Fußsohlen beweise, dass sie noch aufrecht gestanden habe, als schon eine Lache von Blut auf dem Boden gewesen sei. Dies sei mit einem Sturz unvereinbar und zeige eindeutig, dass ihr Mann sie erschlagen habe, da er der einzige gewesen sei, der zu diesem Zeitpunkt im Haus war. Ob er dazu nun den Schürhaken oder doch einen anderen Gegenstand benutzt habe, sei nebensächlich. Kathleen Peterson habe an diesem Abend durch Zufall E-Mails ihres Mannes mit einem Callboy entdeckt. Nach der Aussage ihrer Schwester hätte sie dies auf keinen Fall toleriert. Wenn sie sich von ihrem Mann getrennt hätte, wäre seine finanzielle Lebensgrundlage zusammengebrochen, da die Familie seit längerem ausschließlich von ihrem Einkommen als erfolgreiche Managerin gelebt habe.
Die Verteidigung führt an, Peterson habe kein Motiv für eine Tat gehabt, da seine Frau seit langer Zeit seine bisexuellen Neigungen gekannt und toleriert habe. Außerdem habe das Paar kurz vor der Tat erfahren, dass einer seiner Romane demnächst in Hollywood verfilmt werden soll, was ihm erhebliche Einnahmen versprach. Am Abend des Todes habe man dies mit einer Flasche Rotwein am Pool gefeiert. Petersons Anwalt versucht, begründete Zweifel an der Schuld Petersons bei den Geschworenen zu streuen, und sie zu überzeugen, dass der Tod von Kathleen Peterson ein Unfall war. Sie habe Alkohol getrunken, Valium genommen und sei in Flip Flops schließlich auf der schlecht beleuchteten Treppe unglücklich gestürzt. Dabei sei sie mehrmals mit dem Kopf aufgeschlagen. Ihr Mann habe das nicht gehört, weil er immer noch draußen am Pool gesessen sei und habe sie deshalb auch erst später gefunden. Dies wurde im Laufe der Ermittlungen vom Verteidigungsteam Petersons auch getestet. Auf der besagten Treppe wurde ein Tonbandgerät platziert und ein Band mit gestellten Hilferufen abgespielt, die Personen, die sich im Garten befanden, konnten die Hilferufe nicht hören. Der Verteidiger verweist zusätzlich auf die fehlende Tatwaffe und auf fehlende Blutspritzer an der Decke, die entstanden sein müssten, wenn jemand mehrmals mit einem Gegenstand weit ausholt und auf einen bereits blutenden Kopf einschlägt. Außerdem habe es im gesamten Staat North Carolina noch nie einen Fall gegeben, bei dem jemand erschlagen wurde und dabei lediglich Platzwunden am Kopf davongetragen habe. In allen anderen dokumentierten Fällen sei immer der Schädel gebrochen gewesen oder es habe Hirnverletzungen gegeben, meist beides. Kathleen sei nicht erschlagen worden, sondern auf der engen, schlecht beleuchteten Treppe unglücklich gestürzt. Sie habe noch einmal versucht aufzustehen, womit sich das Blut unter den Fußsohlen erklärt, und sei dabei erneut ausgerutscht und habe sich die tödlichen Verletzungen zugezogen. Sie sei schließlich verblutet, weil ihr Mann sie zu spät gefunden habe. Außerdem sei die Staatsanwaltschaft nicht in der Lage eine Tatwaffe vorzulegen und könne auch nicht erklären, wohin Peterson sie habe verschwinden lassen.
Am 10. Oktober 2003 wird das Urteil im bis dahin längsten Gerichtsprozess in North Carolina gefällt. Der Angeklagte wird zum Entsetzen seiner Kinder von den Geschworenen wegen Mordes an seiner Ehefrau für schuldig befunden und zu einer lebenslangen Freiheitsstrafe ohne Möglichkeit der Bewährung verurteilt. Er wird noch im Gerichtssaal verhaftet und abgeführt.

## Hintergrund
Der Film ist auch als eine kritische Betrachtung des US-amerikanischen Justizsystems zu werten. Bereits im Jahr zuvor drehte Jean-Xavier de Lestrade einen oscarprämierten Dokumentarfilm über die Gerichtsbarkeit in den USA, Ein Mörder nach Maß, in dem das Verfahren gegen den 15-jährigen Brenton Butler begleitet wird, der beschuldigt wird, eine Touristin in Jacksonville, Florida erschossen zu haben und, wie sich am Ende herausstellt, völlig unschuldig ist. Lestrade ist außerdem Produzent der Kriminalreihe „Das Gesetz von Las Vegas“, die, ähnlich aufgebaut, Verhandlungen über Mordfälle aus der Spielermetropole, vor allem aus der Sicht der Kanzlei für Pflichtverteidigung begleitet. Die Serie wurde auf arte und in der ARD ausgestrahlt.

## Spätere Entwicklung

### TV-Darstellung
Im Jahre 2007 produzierte der Regisseur Tom McLoughlin einen Fernsehfilm mit dem englischen Titel „The Staircase Murders“, in dem die Geschichte von der Tat bis zur Verurteilung nacherzählt werden. In der Fernsehdokumentationsreihe Medical Detectives – Geheimnisse der Gerichtsmedizin (Originaltitel: Forensic Files) wurde der Fall in Folge 22, Staffel 11 ebenfalls aufgegriffen. Im Jahre 2018 wurde der Fall in der US-amerikanischen Krimi-Dokumentationsreihe American Murder Mystery in Staffel 5 thematisiert. Dabei wurden auch die letzten aktuellen Wendungen des Falles, die am Ende zur Freilassung von Peterson führten, dargestellt.

### Berufung und Wiederaufnahmeverfahren
Die Berufung gegen das Urteil wurde vom Obersten Gericht des Staates North Carolina zunächst zurückgewiesen und das Urteil bestätigt. Nachdem Anfang 2011 bekannt wurde, dass Duane Deaver, der Blutspurenexperte, der im ersten Verfahren gegen Michael Peterson ein maßgeblicher Zeuge der Anklage war, wegen zahlreicher gefälschter Gutachten in Gerichtsprozessen von den staatlichen Ermittlungsbehörden entlassen worden war, wurde ein neues Verfahren von den Anwälten Petersons angestrengt. Der Richter erklärte alle von dem Blutspurenexperten vorgetragenen Erkenntnisse für nichtig. Die Geschworenen seien dadurch maßgeblich beeinflusst worden. Im Dezember 2011 erhielt Peterson ein neues Verfahren zugesprochen. Er wurde nach Hinterlegung von 300.000 $ Kaution aus dem Gefängnis entlassen und unter Hausarrest gestellt. Er musste eine elektronische Fußfessel tragen. Von dieser Pflicht wurde er am 8. Juli 2014 entbunden, nachdem der Oberste Gerichtshof von North Carolina es im Dezember 2013 abgelehnt hatte, die Entscheidung auf Neuansetzung des Verfahrens aufzuheben. Petersons langjähriger Anwalt David Rudolf, der ihn schon im ersten Verfahren und seit seiner Haftentlassung pro bono vertreten hatte, zog sich 2014 aus dem Mandat zurück. Er könne es sich nach eigenen Angaben nicht länger leisten, ohne Vergütung tätig zu sein. Peterson, der erklärt hatte, sich keinen Anwalt leisten zu können, bekam als Pflichtverteidiger Mike Klinkosum zugewiesen, um ihn bei dem bevorstehenden Wiederaufnahmeverfahren zu vertreten. Klinkosum hatte zuvor auch Greg Taylor vertreten, der 1991 wegen Mordes verurteilt worden war, weil an seinem Auto, das in der Nähe eines Mordopfers im Matsch steckengeblieben war, angeblich winzige Spuren von menschlichem Blut angehaftet hätten. Der seinerzeitige Blutspurenexperte war Duane Deaver. Auf sein fehlerhaftes, bzw. verfälschendes Gutachten hin war Taylor verurteilt worden.
Im November 2016 wurde der Beginn eines neuen Verfahrens für Peterson für den 8. Mai 2017 festgesetzt. Im Februar 2017 wurde zwischen seinen Anwälten und der Anklage eine sogenannte Alford-Verfahrensabsprache getroffen. Peterson bekannte sich darin zwar des Mordes 2. Grades (Totschlag) für schuldig und wurde zu der Haftstrafe verurteilt, die er bereits verbüßt hatte. Nach der Rechtskraft dieser Entscheidung erklärte Peterson unmittelbar danach öffentlich, dass er dieses Bekenntnis nur abgelegt habe, um das Verfahren zu einem endgültigen Ende zu bringen. Er bestritt erneut, seine Ehefrau getötet zu haben.

### Skandale in der Bezirksstaatsanwaltschaft von Durham
Bezirksstaatsanwalt Jim Hardin wurde im Jahre 2005 zum Richter ernannt. Einer seiner ehemaligen stellvertretenden Staatsanwälte, Mike Nifong, wurde zu seinem Nachfolger gewählt, musste jedoch im Jahre 2007 vorzeitig aus dem Amt scheiden, da ihm mehrere Rechtsverstöße im Fall des Lacrosse-Teams der Duke University nachgewiesen wurden. Er habe nur eine schnelle Verurteilung erreichen wollen und dabei die Rechte der Beschuldigten missachtet. Er verlor seine Anwaltslizenz und wurde zu einem Tag Gefängnis verurteilt. Auch dessen Nachfolgerin, Tracey Cline musste das Amt im März 2012 vorzeitig wieder abgeben, wegen Vorwürfen, entlastende Beweismittel in einem Mordfall aus dem Jahre 1998 mutwillig zurückgehalten zu haben. Der damalige Angeklagte Derrick Allen wurde nach 12 Jahren wieder aus der Haft entlassen. Nachdem sie den ausführenden Richter Orlando Hudson, der seinerzeit auch im Peterson Fall den Vorsitz hatte, öffentlich scharf angegriffen und gefordert hatte, er müsse aus dem Amt entfernt werden, wurde sie endgültig ihres Amtes enthoben. Ihr Einspruch dagegen wurde Anfang Oktober 2013 zurückgewiesen.
Ein Teil der Vorwürfe treffen auch ihre damalige Kollegin Freda Black, die im Falle Peterson mit Jim Hardin die Anklage vertreten hatte. 2006 und 2008 bemühte sie sich vergeblich um das Amt der Bezirksstaatsanwältin und hatte auch mit einer Bewerbung um ein Richteramt im Jahre 2010 keinen Erfolg. 2012 und 2015 wurde sie festgenommen und wegen Trunkenheit am Steuer angeklagt. Sie wurde im Juli 2018 tot in ihrem Haus aufgefunden. Todesursache war eine Lebererkrankung aufgrund jahrelangem Alkoholmissbrauchs.